# Lista över fornlämningar i Krokoms kommun
Lista över fornlämningar i Krokoms kommun är en förteckning av ett urval av de fornlämningar som finns i Krokoms kommun.

## Alsen
| Namn                          | Lämningstyp             | Tillkomsttid | Historisk indelning | Plats | Läge                 | ID-nr          | Bild                                      |
| ----------------------------- | ----------------------- | ------------ | ------------------- | ----- | -------------------- | -------------- | ----------------------------------------- |
| Alsen 5:1                     | Röse                    |              | Alsen, Jämtland     |       | 63.388673, 13.933998 | 10251700050001 | Ladda upp en bild av detta fornminne      |
| Rysshögen (Alsen 10:1)        | Hög                     |              | Alsen, Jämtland     |       | 63.384527, 13.985485 | 10251700100001 | Ladda upp en bild av detta fornminne      |
| Glösahällen (Alsen 13:1)      | Hällristning            |              | Alsen, Jämtland     |       | 63.382906, 14.019006 | 10251700130001 | Ladda upp en till bild av detta fornminne |
| Svedängssved (Alsen 179:2)    | Husgrund, historisk tid |              | Alsen, Jämtland     |       | 63.397564, 13.978275 | 10251701790002 | Ladda upp en bild av detta fornminne      |
| Gladåkern (Alsen 194:1)       | Lägenhetsbebyggelse     |              | Alsen, Jämtland     |       | 63.403583, 13.908096 | 10251701940001 | Ladda upp en bild av detta fornminne      |
| Dahlstenstorpet (Alsen 224:1) | Lägenhetsbebyggelse     |              | Alsen, Jämtland     |       | 63.391431, 13.985443 | 10251702240001 | Ladda upp en bild av detta fornminne      |

## Aspås
| Namn                        | Lämningstyp      | Tillkomsttid | Historisk indelning | Plats | Läge                 | ID-nr          | Bild                                      |
| --------------------------- | ---------------- | ------------ | ------------------- | ----- | -------------------- | -------------- | ----------------------------------------- |
| Aspås 1:1                   | Kyrka/kapell     |              | Aspås, Jämtland     |       | 63.367924, 14.485202 | 10251800010001 | Ladda upp en till bild av detta fornminne |
| Aspås 1:2                   | Begravningsplats |              | Aspås, Jämtland     |       | 63.367856, 14.485142 | 10251800010002 | Ladda upp en till bild av detta fornminne |
| Gammalbodarna (Aspås 470:1) | Fäbod            |              | Aspås, Jämtland     |       | 63.545893, 14.458361 | 10251804700001 | Ladda upp en bild av detta fornminne      |

## Hotagen
| Namn         | Lämningstyp      | Tillkomsttid | Historisk indelning | Plats | Läge                 | ID-nr          | Bild                                 |
| ------------ | ---------------- | ------------ | ------------------- | ----- | -------------------- | -------------- | ------------------------------------ |
| Hotagen 55:1 | Begravningsplats |              | Hotagen, Jämtland   |       | 63.978820, 14.221598 | 10253500550001 | Ladda upp en bild av detta fornminne |

## Laxsjö
| Namn        | Lämningstyp  | Tillkomsttid | Historisk indelning | Plats | Läge                 | ID-nr          | Bild                                 |
| ----------- | ------------ | ------------ | ------------------- | ----- | -------------------- | -------------- | ------------------------------------ |
| Laxsjö 18:1 | Stensättning |              | Laxsjö, Jämtland    |       | 63.842755, 14.503074 | 10254300180001 | Ladda upp en bild av detta fornminne |

## Näskott
| Namn                                  | Lämningstyp | Tillkomsttid | Historisk indelning | Plats | Läge                 | ID-nr          | Bild                                 |
| ------------------------------------- | ----------- | ------------ | ------------------- | ----- | -------------------- | -------------- | ------------------------------------ |
| Västeräng (Näskott 67:1)              | Hög         |              | Näskott, Jämtland   |       | 63.346721, 14.233526 | 10255600670001 | Ladda upp en bild av detta fornminne |
| Västeräng (Näskott 67:2)              | Hög         |              | Näskott, Jämtland   |       | 63.346875, 14.233189 | 10255600670002 | Ladda upp en bild av detta fornminne |
| Västeräng (Näskott 67:3)              | Hög         |              | Näskott, Jämtland   |       | 63.347012, 14.233141 | 10255600670003 | Ladda upp en bild av detta fornminne |
| Västeräng (Näskott 67:4)              | Hög         |              | Näskott, Jämtland   |       | 63.347091, 14.233000 | 10255600670004 | Ladda upp en bild av detta fornminne |
| Högbodarna (Näskott 175:1)            | Fäbod       |              | Näskott, Jämtland   |       | 63.316101, 14.234567 | 10255601750001 | Ladda upp en bild av detta fornminne |
| Simavallen (Bovallen) (Näskott 176:1) | Fäbod       |              | Näskott, Jämtland   |       | 63.310404, 14.220878 | 10255601760001 | Ladda upp en bild av detta fornminne |

## Offerdal
| Namn                         | Lämningstyp         | Tillkomsttid | Historisk indelning | Plats | Läge                 | ID-nr          | Bild                                 |
| ---------------------------- | ------------------- | ------------ | ------------------- | ----- | -------------------- | -------------- | ------------------------------------ |
| Offerdal 1:1                 | Hällristning        |              | Offerdal, Jämtland  |       | 63.560059, 13.779534 | 10255700010001 | Ladda upp en bild av detta fornminne |
| Offerdal 1:2                 | Hällristning        |              | Offerdal, Jämtland  |       | 63.560101, 13.780082 | 10255700010002 | Ladda upp en bild av detta fornminne |
| Offerdal 83:1                | Hög                 |              | Offerdal, Jämtland  |       | 63.437204, 14.073945 | 10255700830001 | Ladda upp en bild av detta fornminne |
| Offerdal 83:2                | Hög                 |              | Offerdal, Jämtland  |       | 63.437615, 14.074392 | 10255700830002 | Ladda upp en bild av detta fornminne |
| Offerdal 133:1               | Hög                 |              | Offerdal, Jämtland  |       | 63.452106, 14.057091 | 10255701330001 | Ladda upp en bild av detta fornminne |
| Offerdal 135:1               | Hög                 |              | Offerdal, Jämtland  |       | 63.458207, 14.052468 | 10255701350001 | Ladda upp en bild av detta fornminne |
| Offerdal 149:1               | Hög                 |              | Offerdal, Jämtland  |       | 63.462629, 14.017769 | 10255701490001 | Ladda upp en bild av detta fornminne |
| Offerdal 321:1               | Hög                 |              | Offerdal, Jämtland  |       | 63.464347, 14.014308 | 10255703210001 | Ladda upp en bild av detta fornminne |
| Knekttorpet (Offerdal 488:1) | Lägenhetsbebyggelse |              | Offerdal, Jämtland  |       | 63.485131, 14.050832 | 10255704880001 | Ladda upp en bild av detta fornminne |

## Rödön
| Namn                           | Lämningstyp             | Tillkomsttid | Historisk indelning | Plats | Läge                 | ID-nr          | Bild                                      |
| ------------------------------ | ----------------------- | ------------ | ------------------- | ----- | -------------------- | -------------- | ----------------------------------------- |
| Tibrandsholm (Rödön 17:1)      | Borg                    |              | Rödön, Jämtland     |       | 63.226822, 14.472408 | 10256200170001 | Ladda upp en till bild av detta fornminne |
| Sund (Rödön 18:1)              | Stensättning            |              | Rödön, Jämtland     |       | 63.229196, 14.467857 | 10256200180001 | Ladda upp en bild av detta fornminne      |
| Rödön 19:1                     | Gravfält                |              | Rödön, Jämtland     |       | 63.229156, 14.470145 | 10256200190001 | Ladda upp en bild av detta fornminne      |
| Rödön 20:1                     | Hög                     |              | Rödön, Jämtland     |       | 63.228179, 14.464975 | 10256200200001 | Ladda upp en bild av detta fornminne      |
| Rödön 22:1                     | Hög                     |              | Rödön, Jämtland     |       | 63.229888, 14.465422 | 10256200220001 | Ladda upp en bild av detta fornminne      |
| Rödön 22:2                     | Hög                     |              | Rödön, Jämtland     |       | 63.230351, 14.464839 | 10256200220002 | Ladda upp en bild av detta fornminne      |
| Rödön 23:1                     | Hög                     |              | Rödön, Jämtland     |       | 63.230567, 14.463537 | 10256200230001 | Ladda upp en bild av detta fornminne      |
| Rödön 23:2                     | Hög                     |              | Rödön, Jämtland     |       | 63.230394, 14.463473 | 10256200230002 | Ladda upp en bild av detta fornminne      |
| Rödön 25:1                     | Hög                     |              | Rödön, Jämtland     |       | 63.233662, 14.459403 | 10256200250001 | Ladda upp en bild av detta fornminne      |
| Rödön 26:1                     | Hög                     |              | Rödön, Jämtland     |       | 63.234348, 14.459085 | 10256200260001 | Ladda upp en bild av detta fornminne      |
| Rödön 27:1                     | Hög                     |              | Rödön, Jämtland     |       | 63.236079, 14.455960 | 10256200270001 | Ladda upp en till bild av detta fornminne |
| Rödön 27:2                     | Hög                     |              | Rödön, Jämtland     |       | 63.236460, 14.456352 | 10256200270002 | Ladda upp en bild av detta fornminne      |
| Rödön 28:1                     | Hög                     |              | Rödön, Jämtland     |       | 63.236900, 14.455357 | 10256200280001 | Ladda upp en bild av detta fornminne      |
| Rödön 28:2                     | Hög                     |              | Rödön, Jämtland     |       | 63.236714, 14.455521 | 10256200280002 | Ladda upp en bild av detta fornminne      |
| Rödön 29:1                     | Gravfält                |              | Rödön, Jämtland     |       | 63.235830, 14.453012 | 10256200290001 | Ladda upp en till bild av detta fornminne |
| Rödön 30:1                     | Grav- och boplatsområde |              | Rödön, Jämtland     |       | 63.235567, 14.450361 | 10256200300001 | Ladda upp en till bild av detta fornminne |
| Tjuvholmen (Rödön 32:1)        | Gravfält                |              | Rödön, Jämtland     |       | 63.222112, 14.457313 | 10256200320001 | Ladda upp en till bild av detta fornminne |
| Rödön 33:1                     | Hög                     |              | Rödön, Jämtland     |       | 63.227189, 14.471433 | 10256200330001 | Ladda upp en till bild av detta fornminne |
| Rödön 33:2                     | Hög                     |              | Rödön, Jämtland     |       | 63.226986, 14.471345 | 10256200330002 | Ladda upp en till bild av detta fornminne |
| Rödön 33:3                     | Hög                     |              | Rödön, Jämtland     |       | 63.226304, 14.471592 | 10256200330003 | Ladda upp en till bild av detta fornminne |
| Rödön 37:1                     | Hög                     |              | Rödön, Jämtland     |       | 63.235544, 14.424364 | 10256200370001 | Ladda upp en bild av detta fornminne      |
| Rödön 38:1                     | Hög                     |              | Rödön, Jämtland     |       | 63.233467, 14.425560 | 10256200380001 | Ladda upp en bild av detta fornminne      |
| Rödön 38:2                     | Hög                     |              | Rödön, Jämtland     |       | 63.233318, 14.426013 | 10256200380002 | Ladda upp en bild av detta fornminne      |
| Rödön 38:3                     | Hög                     |              | Rödön, Jämtland     |       | 63.233398, 14.426487 | 10256200380003 | Ladda upp en bild av detta fornminne      |
| Rödön 40:1                     | Hög                     |              | Rödön, Jämtland     |       | 63.242098, 14.445020 | 10256200400001 | Ladda upp en bild av detta fornminne      |
| Rödön 40:2                     | Hög                     |              | Rödön, Jämtland     |       | 63.242146, 14.445318 | 10256200400002 | Ladda upp en bild av detta fornminne      |
| Rödön 41:1                     | Hög                     |              | Rödön, Jämtland     |       | 63.247261, 14.440567 | 10256200410001 | Ladda upp en bild av detta fornminne      |
| Rödön 42:1                     | Hög                     |              | Rödön, Jämtland     |       | 63.247950, 14.441975 | 10256200420001 | Ladda upp en bild av detta fornminne      |
| Rödön 42:2                     | Stensättning            |              | Rödön, Jämtland     |       | 63.247921, 14.441708 | 10256200420002 | Ladda upp en bild av detta fornminne      |
| Rödön 42:3                     | Stensättning            |              | Rödön, Jämtland     |       | 63.247986, 14.441388 | 10256200420003 | Ladda upp en bild av detta fornminne      |
| Rödön 42:4                     | Stensättning            |              | Rödön, Jämtland     |       | 63.247820, 14.442423 | 10256200420004 | Ladda upp en bild av detta fornminne      |
| Rödön 43:1                     | Hög                     |              | Rödön, Jämtland     |       | 63.247302, 14.443898 | 10256200430001 | Ladda upp en bild av detta fornminne      |
| Rödön 48:1                     | Stensättning            |              | Rödön, Jämtland     |       | 63.247545, 14.402844 | 10256200480001 | Ladda upp en bild av detta fornminne      |
| Rödön 48:2                     | Stensättning            |              | Rödön, Jämtland     |       | 63.247456, 14.403013 | 10256200480002 | Ladda upp en bild av detta fornminne      |
| Rödön 56:1                     | Hög                     |              | Rödön, Jämtland     |       | 63.239260, 14.442583 | 10256200560001 | Ladda upp en bild av detta fornminne      |
| Rödön 58:1                     | Hög                     |              | Rödön, Jämtland     |       | 63.238529, 14.445412 | 10256200580001 | Ladda upp en bild av detta fornminne      |
| Rödön 60:1                     | Hög                     |              | Rödön, Jämtland     |       | 63.240215, 14.440223 | 10256200600001 | Ladda upp en bild av detta fornminne      |
| Rödön 69:1                     | Hög                     |              | Rödön, Jämtland     |       | 63.243180, 14.422444 | 10256200690001 | Ladda upp en bild av detta fornminne      |
| Rödön 70:1                     | Hög                     |              | Rödön, Jämtland     |       | 63.247311, 14.419814 | 10256200700001 | Ladda upp en bild av detta fornminne      |
| Rödön 72:1                     | Hög                     |              | Rödön, Jämtland     |       | 63.245167, 14.410165 | 10256200720001 | Ladda upp en bild av detta fornminne      |
| Rödön 74:1                     | Hög                     |              | Rödön, Jämtland     |       | 63.241869, 14.410933 | 10256200740001 | Ladda upp en bild av detta fornminne      |
| Rödön 75:1                     | Hög                     |              | Rödön, Jämtland     |       | 63.246398, 14.401251 | 10256200750001 | Ladda upp en bild av detta fornminne      |
| Rödön 78:1                     | Hög                     |              | Rödön, Jämtland     |       | 63.240402, 14.413090 | 10256200780001 | Ladda upp en bild av detta fornminne      |
| Rödön 79:1                     | Hög                     |              | Rödön, Jämtland     |       | 63.236145, 14.423503 | 10256200790001 | Ladda upp en bild av detta fornminne      |
| Rödön 80:1                     | Hög                     |              | Rödön, Jämtland     |       | 63.235545, 14.411718 | 10256200800001 | Ladda upp en bild av detta fornminne      |
| Lillholmen (Rödön 86:1)        | Hög                     |              | Rödön, Jämtland     |       | 63.236002, 14.499380 | 10256200860001 | Ladda upp en bild av detta fornminne      |
| Rödön 124:1                    | Hög                     |              | Rödön, Jämtland     |       | 63.249103, 14.495680 | 10256201240001 | Ladda upp en bild av detta fornminne      |
| Per-Persbodarna (Rödön 257:1)  | Fäbod                   |              | Rödön, Jämtland     |       | 63.306666, 14.241361 | 10256202570001 | Ladda upp en bild av detta fornminne      |
| Postmästarbacken (Rödön 271:1) | Fäbod                   |              | Rödön, Jämtland     |       | 63.298425, 14.517629 | 10256202710001 | Ladda upp en bild av detta fornminne      |
| Dvärsättsbodarna (Rödön 273:1) | Fäbod                   |              | Rödön, Jämtland     |       | 63.317616, 14.538309 | 10256202730001 | Ladda upp en bild av detta fornminne      |
| Vallen (Rödön 329:1)           | Fäbod                   |              | Rödön, Jämtland     |       | 63.284897, 14.408546 | 10256203290001 | Ladda upp en bild av detta fornminne      |
| Lappvallen (Rödön 350:1)       | Lägenhetsbebyggelse     |              | Rödön, Jämtland     |       | 63.273446, 14.435859 | 10256203500001 | Ladda upp en bild av detta fornminne      |

## Ås
| Namn                         | Lämningstyp | Tillkomsttid | Historisk indelning | Plats | Läge                 | ID-nr          | Bild                                      |
| ---------------------------- | ----------- | ------------ | ------------------- | ----- | -------------------- | -------------- | ----------------------------------------- |
| Ås 10:1                      | Hög         |              | Ås, Jämtland        |       | 63.238583, 14.545409 | 10257600100001 | Ladda upp en bild av detta fornminne      |
| Ås 11:1                      | Hög         |              | Ås, Jämtland        |       | 63.242605, 14.567301 | 10257600110001 | Ladda upp en bild av detta fornminne      |
| Ås 12:1                      | Hög         |              | Ås, Jämtland        |       | 63.245832, 14.561049 | 10257600120001 | Ladda upp en bild av detta fornminne      |
| Ås 12:2                      | Hög         |              | Ås, Jämtland        |       | 63.245982, 14.561640 | 10257600120002 | Ladda upp en bild av detta fornminne      |
| Ås 13:1                      | Gravfält    |              | Ås, Jämtland        |       | 63.234405, 14.536878 | 10257600130001 | Ladda upp en till bild av detta fornminne |
| Ås 14:1                      | Hög         |              | Ås, Jämtland        |       | 63.235179, 14.538876 | 10257600140001 | Ladda upp en till bild av detta fornminne |
| Ås 15:1                      | Hög         |              | Ås, Jämtland        |       | 63.234443, 14.539708 | 10257600150001 | Ladda upp en till bild av detta fornminne |
| Ås 15:2                      | Hög         |              | Ås, Jämtland        |       | 63.234563, 14.539713 | 10257600150002 | Ladda upp en till bild av detta fornminne |
| Ås 19:1                      | Hög         |              | Ås, Jämtland        |       | 63.241621, 14.566631 | 10257600190001 | Ladda upp en bild av detta fornminne      |
| Semsta, Hovbodarna (Ås 86:1) | Fäbod       |              | Ås, Jämtland        |       | 63.281815, 14.622776 | 10257600860001 | Ladda upp en till bild av detta fornminne |
| Ås 94:1                      | Hög         |              | Ås, Jämtland        |       | 63.227618, 14.564586 | 10257600940001 | Ladda upp en bild av detta fornminne      |